# Rolando Chilavert
Rolando Marciano Chilavert González (Luque, 22 de maio de 1961) é um ex-futebolista e treinador de futebol paraguaio. É irmão mais velho do polêmico ex-goleiro José Luis Chilavert, que defendeu a Seleção Paraguaia por 14 anos. Curiosamente, eles nunca jogaram juntos.

## Carreira
Se destacou em um clube, o Guarani. Atuou também por Olímpia, Cerro Porteño e Chaco For Ever, equipe de minúsculo porte da Argentina.
Rolando, após se aposentar como jogador, comandou o Guaraní, o Sol de América, o The Strongest e as Seleções Sub-17 e Sub-20 do Paraguai.